# Adamov (district de Kutná Hora)
Pour les articles homonymes, voir Adamov.
Adamov (en allemand : Admannsdorf) est une commune du district de Kutná Hora, dans la région de Bohême-Centrale, en République tchèque. Sa population s'élevait à 125 habitants en 2020.

## Géographie
Adamov se trouve à 7 km au sud de Čáslav, à 15 km au sud-est de Kutná Hora et à 74 km au sud-est de Prague.
La commune est limitée au nord par Tupadly et Potěhy, à l'est par Bratčice, au sud par Chotětov et à l'ouest par Zbýšov.

## Histoire
La première mention écrite de la localité remonte à 1784.